# Sosnówka (powiat grudziądzki)
Sosnówka – wieś w Polsce położona w województwie kujawsko-pomorskim, w powiecie grudziądzkim, w gminie Grudziądz.
W czasie II wojny światowej miejscowość miała posiadać status wieś. W latach 1939 - 1942 nazwyała się Schönsee, lecz po przeprowadzonej zamianie nazw miejscowości w Okręgu Rzeszy Gdańsk-Prusy Zachodnie, w latach 1942 - 1945 nazywała się Schönsee (Weischel).

## Podział administracyjny
W latach 1939–1945 położona była w okręgu Rzeszy Gdańsk-Prusy Zachodnie, w rejencji bydgoskiej (Regierungsbezirk Bromberg), w powiecie Chełmno (Kreis Kulm).
W latach 1975–1998 miejscowość położona była w województwie toruńskim.

## Demografia
W roku 2006 wieś liczyła około 210 mieszkańców, 5 lat później (2011 r.) według Narodowego Spisu Powszechnego było ich 187. Jest dziewiętnastą co do wielkości miejscowością gminy Grudziądz.

## Cmentarz
W Sosnówce znajduje się cmentarz mennonicki, założony ok. 1690.